# Hong Kong Open 1999 - Qualificazioni singolare
Le qualificazioni del singolare  dell'Hong Kong Open 1999 sono state un torneo di tennis preliminare per accedere alla fase finale della manifestazione. I vincitori dell'ultimo turno sono entrati di diritto nel tabellone principale. In caso di ritiro di uno o più giocatori aventi diritto a questi sono subentrati i lucky loser, ossia i giocatori che hanno perso nell'ultimo turno ma che avevano una classifica più alta rispetto agli altri partecipanti che avevano comunque perso nel turno finale.
Le qualificazioni del torneo Hong Kong Open 1999 prevedevano 27 partecipanti di cui 4 sono entrati nel tabellone principale.

## Teste di serie
1. Martin Damm (secondo turno)
2. Christian Vinck (secondo turno)
3. Michael Tebbutt (secondo turno)
4. Radek Štěpánek (Qualificato)

1. Wayne Arthurs (ultimo turno)
2. Steve Campbell (primo turno)
3. Petr Luxa (Qualificato)
4. Michael Hill (secondo turno)

## Qualificati
1. Michael Sell
2. Petr Luxa

1. Paradorn Srichaphan
2. Radek Štěpánek

## Tabellone

### Legenda
| - Q = Qualificato - WC = Wild card - LL = Lucky loser | - ALT = Alternate - SE = Special Exempt - PR = Protected Ranking | - w/o = Walkover - r = Ritirato - d = Squalificato |

### Sezione 1
|  | Primo turno     | Primo turno     | Primo turno     | Primo turno     | Primo turno |  |  | Secondo turno | Secondo turno   | Secondo turno   | Secondo turno   | Secondo turno |   |   | Ultimo turno | Ultimo turno | Ultimo turno | Ultimo turno | Ultimo turno |  |
|  |                 |                 |                 |                 |             |  |  |               |                 |                 |                 |               |   |   |              |              |              |              |              |  |
|  |                 |                 |                 |                 |             |  |  |               |                 |                 |                 |               |   |   |              |              |              |              |              |  |
|  |                 |                 |                 |                 |             |  |  | 1             | Martin Damm     | Martin Damm     | 5               | 4             |   |   |              |              |              |              |              |  |
|  | Michael Sell    | Michael Sell    | Michael Sell    | 6               | 6           |  |  |               | Michael Sell    | Michael Sell    | 7               | 6             |   |   |              |              |              |              |              |  |
|  | Ivan Yeh        | Ivan Yeh        | Ivan Yeh        | 1               | 1           |  |  |               |                 |                 |                 |               |   |   | Michael Sell | Michael Sell | 4            | 6            | 6            |  |
|  | Scott Humphries | Scott Humphries | Scott Humphries | Scott Humphries | 4           |  |  |               |                 | Scott Humphries | Scott Humphries | 6             | 1 | 3 |              |              |              |              |              |  |
|  | Martin Sinner   | Martin Sinner   | Martin Sinner   | Martin Sinner   | 0r          |  |  |               | Scott Humphries | 3               | 6               | 6             |   |   |              |              |              |              |              |  |
|  | 8               | Michael Hill    | Michael Hill    | 6               | 6           |  |  | 8             | Michael Hill    | 6               | 4               | 4             |   |   |              |              |              |              |              |  |
|  |                 | David DiLucia   | David DiLucia   | 4               | 4           |  |  |               |                 |                 |                 |               |   |   |              |              |              |              |              |  |

### Sezione 2
|  | Primo turno   | Primo turno   | Primo turno   | Primo turno | Primo turno |  |  | Secondo turno | Secondo turno   | Secondo turno   | Secondo turno | Secondo turno |   |   | Ultimo turno | Ultimo turno  | Ultimo turno  | Ultimo turno | Ultimo turno |  |
|  |               |               |               |             |             |  |  |               |                 |                 |               |               |   |   |              |               |               |              |              |  |
|  |               |               |               |             |             |  |  |               |                 |                 |               |               |   |   |              |               |               |              |              |  |
|  |               |               |               |             |             |  |  | 2             | Christian Vinck | Christian Vinck | 2             | 0             |   |   |              |               |               |              |              |  |
|  | Matthew Breen | Matthew Breen | Matthew Breen | 6           | 6           |  |  |               | Matthew Breen   | Matthew Breen   | 6             | 6             |   |   |              |               |               |              |              |  |
|  | Andrew Town   | Andrew Town   | Andrew Town   | 4           | 0           |  |  |               |                 |                 |               |               |   |   |              | Matthew Breen | Matthew Breen | 2            | 0            |  |
|  | Grant Silcock | Grant Silcock | 4             | 6           | 6           |  |  |               |                 | 7               | Petr Luxa     | Petr Luxa     | 6 | 6 |              |               |               |              |              |  |
|  | Melvin Tong   | Melvin Tong   | 6             | 1           | 4           |  |  |               | Grant Silcock   | Grant Silcock   | 4             | 2             |   |   |              |               |               |              |              |  |
|  | 7             | Petr Luxa     | 6             | 1           | 6           |  |  | 7             | Petr Luxa       | Petr Luxa       | 6             | 6             |   |   |              |               |               |              |              |  |
|  |               | Mark Knowles  | 4             | 6           | 3           |  |  |               |                 |                 |               |               |   |   |              |               |               |              |              |  |

### Sezione 3
|  | Primo turno         | Primo turno         | Primo turno         | Primo turno    | Primo turno |  |  | Secondo turno    | Secondo turno       | Secondo turno    | Secondo turno    | Secondo turno |   |   | Ultimo turno        | Ultimo turno        | Ultimo turno | Ultimo turno | Ultimo turno |  |
|  |                     |                     |                     |                |             |  |  |                  |                     |                  |                  |               |   |   |                     |                     |              |              |              |  |
|  |                     |                     |                     |                |             |  |  |                  |                     |                  |                  |               |   |   |                     |                     |              |              |              |  |
|  |                     |                     |                     |                |             |  |  | 3                | Michael Tebbutt     | 4                | 6                | 6             |   |   |                     |                     |              |              |              |  |
|  | Paradorn Srichaphan | Paradorn Srichaphan | Paradorn Srichaphan | 6              | 6           |  |  |                  | Paradorn Srichaphan | 6                | 1                | 7             |   |   |                     |                     |              |              |              |  |
|  | Michael Wu          | Michael Wu          | Michael Wu          | 4              | 2           |  |  |                  |                     |                  |                  |               |   |   | Paradorn Srichaphan | Paradorn Srichaphan | 7            | 4            | 6            |  |
|  | Jeff Salzenstein    | Jeff Salzenstein    | 6                   | 6              | 6           |  |  |                  |                     | Jeff Salzenstein | Jeff Salzenstein | 5             | 6 | 3 |                     |                     |              |              |              |  |
|  | Yasufumi Yamamoto   | Yasufumi Yamamoto   | 4                   | 7              | 0           |  |  | Jeff Salzenstein | Jeff Salzenstein    | Jeff Salzenstein | Jeff Salzenstein | W-O           |   |   |                     |                     |              |              |              |  |
|  |                     | Jay Gooding         | Jay Gooding         | Jay Gooding    | W-O         |  |  | Jay Gooding      | Jay Gooding         | Jay Gooding      | Jay Gooding      |               |   |   |                     |                     |              |              |              |  |
|  | 6                   | Steve Campbell      | Steve Campbell      | Steve Campbell |             |  |  |                  |                     |                  |                  |               |   |   |                     |                     |              |              |              |  |

### Sezione 4
|  | Primo turno          | Primo turno          | Primo turno          | Primo turno | Primo turno |  |  | Secondo turno | Secondo turno  | Secondo turno  | Secondo turno | Secondo turno |   |   | Ultimo turno | Ultimo turno   | Ultimo turno   | Ultimo turno | Ultimo turno |  |
|  |                      |                      |                      |             |             |  |  |               |                |                |               |               |   |   |              |                |                |              |              |  |
|  |                      |                      |                      |             |             |  |  |               |                |                |               |               |   |   |              |                |                |              |              |  |
|  |                      |                      |                      |             |             |  |  | 4             | Radek Štěpánek | Radek Štěpánek | 6             | 6             |   |   |              |                |                |              |              |  |
|  | David Wheaton        | David Wheaton        | David Wheaton        | 6           | 6           |  |  |               | David Wheaton  | David Wheaton  | 3             | 4             |   |   |              |                |                |              |              |  |
|  | Narathorn Srichaphan | Narathorn Srichaphan | Narathorn Srichaphan | 4           | 4           |  |  |               |                |                |               |               |   |   | 4            | Radek Štěpánek | Radek Štěpánek | 6            | 6            |  |
|  | Ben Ellwood          | Ben Ellwood          | Ben Ellwood          | 6           | 6           |  |  |               |                | 5              | Wayne Arthurs | Wayne Arthurs | 4 | 4 |              |                |                |              |              |  |
|  | Kai-Ho Lo            | Kai-Ho Lo            | Kai-Ho Lo            | 2           | 2           |  |  |               | Ben Ellwood    | 3              | 6             | 6             |   |   |              |                |                |              |              |  |
|  |                      |                      |                      |             |             |  |  | 5             | Wayne Arthurs  | 6              | 3             | 7             |   |   |              |                |                |              |              |  |
|  |                      |                      |                      |             |             |  |  |               |                |                |               |               |   |   |              |                |                |              |              |  |